# Fredrik Semb Berge
Fredrik Semb Berge (nacido el 6 de febrero de 1990) es un futbolista Noruego. Juega de defensa y su equipo actual es el Odds BK de la Eliteserien. Proveniente del Skien, Berge se unió a las filas a las fuerzas básicas a la edad de 15, e hizo su debut con el primer equipo en 2009. La temporada siguiente se convirtió en un habitual en la defensa central del equipo.
Berge ha representado a su país en el ámbito internacional de la juventud, y fue incluido en el Noruega sub-21 lista de convocados para el Eurocopa Sub-21 de 2013. También ha sido internacional en categoría absoluta, haciendo su debut con el Noruega en 2013.

## Trayectoria

### Odds BK
Berge nació en Skien, y comenzó a jugar al fútbol en su juventud en las filiales de Storm BK a la edad de siete. Cuando era joven, Berge fue inquietado con lesiones y tuvo cuatro fracturas en sus piernas, además de una gran cantidad de lesiones por esfuerzo. En 2005 se trasladó a Odd Grenland. Asistió a la  Toppidrettsgymnaset i Telemark que tiene una afiliación con Odds BK ; hizo su debut con el primer equipo del Odd en el primera División partido contra Hønefoss el 4 de octubre de 2008, e hicieron un total de tres apariciones en el 2008 temporada.  Hizo su debut en Tippeligaen contra Brann un año después en mayo de 2009. Él anotó su primer gol con el Odd en Copa de Noruega partido contra el Brann la misma temporada, y anotó su primer gol en la Tippeligaen contra Strømsgodset el 26 de julio de 2010. Berge hizo su avance en el temporada 2010, y se convirtió en un habitual de los defensas centrales Odd junto a Morten Fevang  . Con el equipo tuvo varios conflictos económicos, ya que Molde FK pretendía al jugador, pero su equipo lo retenía, y debido a la crisis económica de Odd BK sería vendido a un precio bajo.
El milagro sucedió ya que un directivo ganó la lotería, por lo que subieron un 25% las acciones del jugador lo que sería un precio muy alto por un defensor, por lo que las negociaciones se retiraron y se pudo quedar 1 año más en el equipo.

### Brøndby IF

#### Temporada 2014-15
El 30 de junio de 2014 Fredrik Semb Berge fue transferido del Odd Bk al gigante danés Brøndby IF en un contrato de 4 años, hasta el verano de 2018.
Semb Berge portara el número 3 en su camiseta.

## Selección nacional
Semb Berge ha tenido actuaciones con la selección noruega Sub-15, Sub-17, Sub-20 y Sub-21 y en el 2013 debutó en la selección mayor contra la Selección de fútbol de Sudáfrica ; jugó los 90 minutos y anotó un gol.
En total ha aparecido en 3 ocasiones con la selección mayor.

## Estadísticas
Actualizado al último partido disputado el 19 de agosto de 2019
| Odd · Noruega                                                                          | 2.ª           | 2008          | 3   | 0  | 0  | 0 | -  | - | 3   | 0  |
| Odd · Noruega                                                                          | 1.ª           | 2009          | 5   | 0  | 4  | 1 | -  | - | 9   | 1  |
| Odd · Noruega                                                                          |               | 2010          | 20  | 2  | 5  | 0 | -  | - | 25  | 2  |
| Odd · Noruega                                                                          |               | 2011          | 12  | 0  | 0  | 0 | -  | - | 12  | 0  |
| Odd · Noruega                                                                          |               | 2012          | 21  | 1  | 3  | 0 | -  | - | 24  | 1  |
| Odd · Noruega                                                                          |               | 2013          | 23  | 2  | 2  | 0 | -  | - | 25  | 2  |
| Odd · Noruega                                                                          |               | 2014          | 11  | 0  | 1  | 0 | -  | - | 12  | 0  |
| Odd · Noruega                                                                          | Total club    | Total club    | 95  | 5  | 15 | 1 | 0  | 0 | 110 | 6  |
| Brøndby Dinamarca                                                                      | 1.ª           | 2014-15       | 7   | 1  | 0  | 0 | 2  | 0 | 9   | 1  |
| Brøndby Dinamarca                                                                      | Total club    | Total club    | 7   | 1  | 0  | 0 | 2  | 0 | 9   | 1  |
| Molde · Noruega                                                                        | 1.ª           | 2015          | 10  | 1  | 2  | 0 | 0  | 0 | 12  | 1  |
| Molde · Noruega                                                                        | Total club    | Total club    | 10  | 1  | 2  | 0 | 0  | 0 | 12  | 1  |
| Odd · Noruega                                                                          | 1.ª           | 2016          | 23  | 5  | 1  | 0 | 2  | 0 | 26  | 5  |
| Odd · Noruega                                                                          | 1.ª           | 2017          | 18  | 1  | 1  | 0 | 6  | 0 | 25  | 1  |
| Odd · Noruega                                                                          | 1.ª           | 2018          | 5   | 0  | 0  | 0 | 0  | 0 | 5   | 0  |
| Odd · Noruega                                                                          | 1.ª           | 2019          | 24  | 0  | 2  | 0 | 0  | 0 | 26  | 0  |
| Odd · Noruega                                                                          | 1.ª           | 2020          | 0   | 0  | 0  | 0 | 0  | 0 | 0   | 0  |
| Odd · Noruega                                                                          | Total club    | Total club    | 70  | 6  | 4  | 0 | 8  | 0 | 82  | 6  |
| Total carrera                                                                          | Total carrera | Total carrera | 182 | 13 | 21 | 1 | 10 | 0 | 213 | 14 |
| (1) Incluye datos de la Copa de Noruega (2) Incluye datos de la Liga Europa de la UEFA |               |               |     |    |    |   |    |   |     |    |